# Baons-le-Comte

Baons-le-Comte este o comună în departamentul Seine-Maritime, Franța. În 1 ianuarie 2022 avea o populație de 336 de locuitori.